# Maireana turbinata
Maireana turbinata är en amarantväxtart som beskrevs av Paul G. Wilson. Maireana turbinata ingår i släktet Maireana och familjen amarantväxter. Inga underarter finns listade i Catalogue of Life.